# José Jiménez (filósofo)
José Jiménez Jiménez (Madrid,  23 de mayo de 1951) es un filósofo español Catedrático de Estética de la Universidad Autónoma de Madrid y ensayista  en los ámbitos de la filosofía y la teoría del arte.

## Trayectoria
José Jiménez se doctoró en Filosofía en Madrid. Pero además de filosofía estudió pronto antropología, le interesaron tanto Ernst Cassirer (La filosofía de las formas simbólicas o Un ensayo sobre el hombre), como Claude Lévi-Strauss, destacadamente El pensamiento salvaje, frente a otras interpretaciones más convencionales, como la de Hans Belting. De ahí su apelación al 'cuerpo' como primer referente artístico.
Joven aún, en 1975, entró como profesor en la Universidad Autónoma de Madrid, donde siguió la carrera académica tras doctorarse; y en 1983, obtuvo la plaza de Catedrático de Estética y Teoría de las Artes de dicha universidad, hasta su jubilación en 2021 como Catedrático Emérito. Su primer libro publicado fue El ángel caído. La imagen artística del ángel en el mundo contemporáneo (1982. Nueva edición ampliada: 2007). Su siguiente libro fue La estética como utopía antropológica. Bloch y Marcuse (1983).
Estuvo como profesor-investigador en la "Freie Universität" de Berlín (del 1 de marzo al 31 de mayo de 1986).
Fue promotor y Director del Instituto de Estética y Teoría de las Artes, entre 1988 y 1995), así como miembro del Comité Directivo de la Asociación Internacional de Estudios de Estética (1988-1992).
Fue posteriormente director del Instituto Cervantes de París desde octubre de 2004 hasta julio de 2007, donde desarrolló un programa de exposiciones de arte contemporáneo, con muestras de Tunga, Bernardí Roig, Joan Fontcuberta, Marina Núñez, Jean-Luc Moulène, Óscar Domínguez, Pablo Reinoso, Luis Gordillo, Renato Ranaldi, Anna Malagrida, Francis Naranjo, Nadín Ospina, Carlos Pazos, Fred Forest, Jean-Marc Bustamante, Ignacio Iturria, Cristina Iglesias o Antoni Muntadas.
Fue en este periodo, concretamente en 2004, cuando contribuyó al nacimiento del Instituto de Arte Contemporáneo IAC, del que fue primer presidente. El IAC, al que se adscribieron en aquella ocasión 175 asociados de diferentes ámbitos, como la creación artística, comisariado y crítica, docencia e investigación, gestión cultural, museos, etc., nació en un clima de consenso y con la "vocación de otorgar una «voz propia» al mundo del arte contemporáneo".
Dejó el puesto de director del Instituto Cervantes de París cuando fue nombrado director general de Bellas Artes y Bienes Culturales del Gobierno de España, en el Ministerio de Cultura, cargo que desempeñó durante dos años, desde julio de 2007 hasta 2009.
En 2011, el gobierno de Francia le nombró Chevalier de l'Ordre des Arts et des Lettres, en reconocimiento a su trabajo.
Ha desarrollado una gran actividad en Argentina (es académico Correspondiente en España de la Academia Nacional de Bellas Artes de este país), y Chile. En el año 2006 la Sociedad Italiana de Estética le concedió el Premio Europeo de Estética por su Teoría del arte.

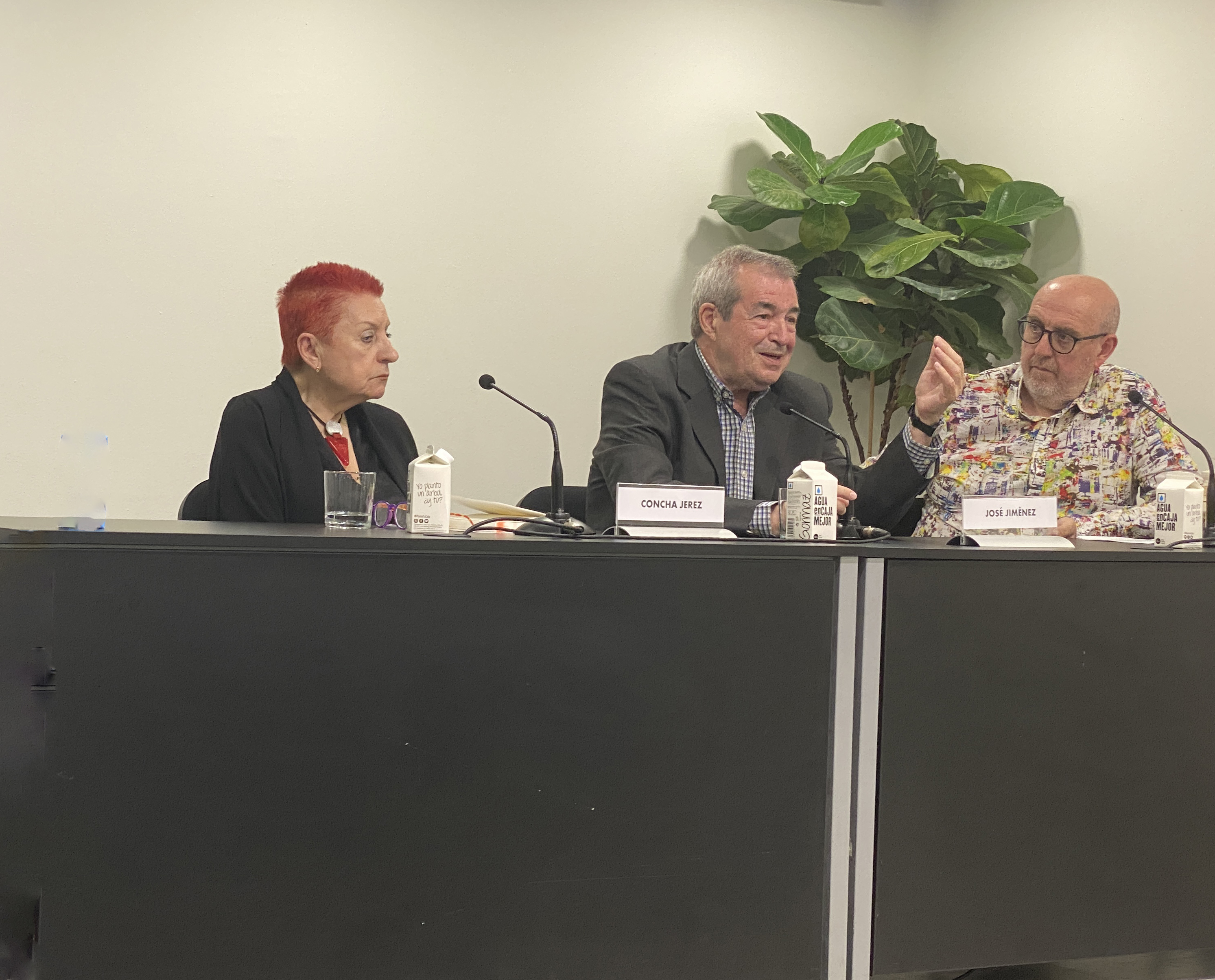
Presentando su libro en Madrid en el Circulo de BBAA en 2023 con Concha Jerez y Fernando Castro.

En el terreno de las publicaciones, fue director de la revista Creación (1990-1995), perteneció al Consejo de Redacción de Revista de Occidente (1998-2001), y participó en el Comité Científico de la Revista de Museología (1996-2001). Es miembro asesor actualmente de art.es international contemporary art, Studi di estetica, Aisthesis - Rivista di Estetica Online, Contrastes. Revista Internacional de Filosofía, Mozart - pensiero forme esperienze del contemporáneo, arshake - reinventing technology.
Desde octubre de 2010, mantiene el blog Cuerpo y tiempo.
En 2013 organizó la exposición "El surrealismo y el sueño" para el Museo Thyssen, en Madrid. En relación con ello está el libro La imagen surrealista, de ese mismo año, que reúne cuatro intervenciones críticas sobre diversos aspectos del surrealismo. Como idea central, se plantea que el surrealismo no es solo un «movimiento» poético-artístico, sino una actitud vital; actitud que persigue el enriquecimiento general de la existencia humana. En tal enriquecimiento destaca el papel asignado a la imagen, que se concibe como plasmación de un eros transformador de la realidad.
El libro de José Jiménez Crítica en acto, una recopilación de textos e intervenciones sobre arte y artistas españoles contemporáneos,se publicó en 2014.
Posteriormente. publicó la Crítica del mundo imagen, Madrid, Editorial Tecnos, 2019.

## Libros
- El ángel caído. La imagen artística del ángel en el mundo contemporáneo, Barcelona, Anagrama, 1982; reed. en Galaxia Gutenberg, 2007. Trad. italiana: L'angelo caduto, Milán, Hestia, 1999.
- La estética como utopía antropológica. Bloch y Marcuse, Madrid, Tecnos, 1983.
- Filosofía y emancipación, Madrid, Espasa-Calpe, 1984.
- Imágenes del hombre. Fundamentos de Estética, Madrid, Tecnos, 1986; reed. 1998.
- La vida como azar. Complejidad de lo moderno, Madrid, Mondadori, 1989; reed. Destino, 1994. Tr. al portugués: A vida como acaso, Lisboa, Passagens, 1997.
- Cuerpo y tiempo. La imagen de la metamorfosis, Destino, Barcelona, 1993.
- Memoria, Tecnos, Madrid, 1996.
- "Las raíces del arte: El arte etnológico", en: Historia del Arte. 1: El mundo antiguo, Madrid, Alianza 1996, pp. 41-83.
- Teoría del arte, Madrid, Tecnos-Alianza, 2002. Trad. italiana: Teoria dell'arte, Palermo, Aesthetica, 2007.
- Director de los Escritos de Marcel Duchamp, Barcelona, Galaxia Gutenberg, 2012.
- La imagen surrealista, Madrid, Trotta, 2013.
- Crítica en acto. Textos e intervenciones sobre arte y artistas españoles contemporáneos Barcelona, Galaxia Gutenberg, 2014.
- Crítica del mundo imagen, Madrid, Editorial Tecnos, 2019.
- "El aprendiz en el sol" Marcel Duchamp y la experiencia estética de la modernidad. Editorial La Oficina de Arte y Ediciones, 2023.[11]

Ha editado además libros colectivos: La modernidad como estética (Madrid, Instituto de Estética y Teoría de las Artes,  1993); El nuevo espectador (Madrid, Fundación Argentaria-Visor, 1998); Horizontes del arte latinoamericano (Madrid, Tecnos, Madrid, 1999), con Fernando Castro; Ver las palabras, leer las formas (Santiago de Compostela, Centro Galego de Arte Contemporánea, 2000); El arte en una época de transición (Diputación de Huesca, 2002) y Una teoría del arte desde América Latina (MEIAC-Turner, 2011).